# Uwolnienie św. Piotra
Uwolnienie św. Piotra (niderl. De bevrijding van Petrus) – obraz Hendricka ter Brugghena. 

## Geneza
Temat obrazu został zaczerpnięty z Nowego Testamentu, z Dziejów Apostolskich. Ilustruje jeden z epizodów z życia Piotra Apostoła. Piotr został na rozkaz króla Heroda pojmany i osadzony w więzieniu. Zakuty w łańcuchy, jego celi pilnowało czterech strażników. W nocy przyszedł do niego anioł Pański: 

Trąceniem w bok obudził Piotra i powiedział:" Wstań szybko!" równocześnie z rąk Piotra opadły kajdany. "przepasz się i włóż sandały" – powiedział mu anioł. A gdy to zrobił rzekł do niego: "Narzuć płaszcz i choć ze mną". Wyszedł więc i szedł za nim, ale nie wiedział, czy to co czyni anioł, jest rzeczywistością; zdawało mu się, że to widzenie. Minęli pierwszą i drugą straż i doszli do żelaznej bramy, prowadzącej do miasta. ta otwarła się sama przed nimi. (Dz 12:1-10)

 Anioł wyprowadzi Piotra do miasta i zniknął a apostoł udał się do Rzymu.      

## Opis obrazu
Tradycyjnie motyw uwolnienia Piotra był przedstawiany zgodnie z narracją nowotestamentową: w celi więziennej, wśród śpiących strażników, z przestraszonym Piotrem i wyrazistym Aniołem. Brugghen, na wzór swojego mistrza Caravaggia i caravaggionistów utrechckich, skoncentrował się na przedstawieniu dwóch głównych postaci: Piotra i anioła i ich spotkania. Nocne wydarzenia dodatkowo pozwalały na użycie efektów światłocieni. Z lewej strony anioł, z ledwie zaznaczonymi na ciemnym tle skrzydłami, wskazuje dłonią na niebo zaznaczając swoje boskie posłannictwo. Piotr przedstawiony został jako stary bezzębny człowiek, z zapadniętymi oczami i z siwymi rozczochranymi włosami. Na jego twarzy maluje się zdziwienie i niedowierzanie. Jego ręce nadal są jeszcze splecione do modlitwy i skute łańcuchem. Z szarą twarzą Piotra kontrastuje jasna, młodzieńcza cera anioła.           

## Proweniencja
Obraz został zakupiony przez Royal Picture Gallery Mauritshuis w 1963 roku. W górnej centralnej części jest sygnowany i datowany: HTBrugghen 1624.